# Krypton-90
Krypton-90 of 90Kr is een radionuclide van krypton, een edelgas met een te groot neutronenoverschot.
Krypton-90 ontstaat onder meer door kernsplijting en door radioactief verval van broom-90 en broom-91.

## Radioactief verval
Krypton-90 vervalt door β−-verval naar de radio-isotoop rubidium-90:
{\displaystyle {\ce {{^{90}_{36}Kr}->{^{90}_{37}Rb}+{e^{-}}+{\bar {\nu }}_{e}}}}
De halveringstijd bedraagt 32,3 seconden.
69Kr · 70Kr · 71Kr · 72Kr · 73Kr · 73mKr · 74Kr · 75Kr · 76Kr · 77Kr · 78Kr · 79Kr · 79mKr · 80Kr · 81Kr · 81mKr · 82Kr · 83Kr · 83m1Kr · 83m2Kr · 84Kr · 84mKr · 85Kr · 85m1Kr · 85m2Kr · 86Kr · 87Kr · 88Kr · 89Kr · 90Kr · 91Kr · 92Kr · 93Kr · 94Kr · 95Kr · 96Kr · 97Kr · 98Kr · 99Kr · 100Kr · 101Kr